# Liste der Inline-Speedskating-Weltrekorde
Die Liste der Inline-Speedskating-Weltrekorde zeigt die aktuellen Weltrekorde über die verschiedenen Wettkampfstrecken der Sportart Inline-Speedskating. Die Rekorde werden vom Comité international de course – CIC auf die fehlerfreie Durchführung hin überprüft und bei Bestätigung der korrekten Durchführung wie zum Beispiel Streckenlänge und Zeitmessung abschließend anerkannt.
Weltrekorde werden getrennt für Bahn-Kurse und Straßen-Kurse und getrennt für Frauen und Männer geführt. Langstreckenrennen über die Marathondistanz (früher auch Halb- und Doppelmarathon), welche auf einem Stadtkurs ausgetragen werden, sind bei den Straßen-Kursen aufgeführt.

## Frauen-Weltrekorde

### Bahn

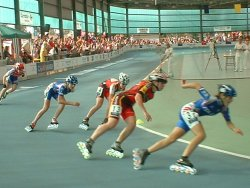
Bahn-Kurs

| Distanz                                       | Sportlerin                                    | Zeit                                          | Datum                                         | Ort                                           |
| aktuelle Strecken bei den Weltmeisterschaften | aktuelle Strecken bei den Weltmeisterschaften | aktuelle Strecken bei den Weltmeisterschaften | aktuelle Strecken bei den Weltmeisterschaften | aktuelle Strecken bei den Weltmeisterschaften |
| --------------------------------------------- | --------------------------------------------- | --------------------------------------------- | --------------------------------------------- | --------------------------------------------- |
| 300 Meter                                     | Nicoletta Falcone                             | 26,572                                        | 30. Juli 2009                                 | Ostende – EM 2009                             |
| 500 Meter                                     | Erika Zanetti                                 | 43,611                                        | 1. August 2009                                | Ostende – EM 2009                             |
| 1000 Meter                                    | Barbara Fischer                               | 1:27,060                                      | 27. August 1988                               | Inzell                                        |
| 10000 Meter                                   | Hyo-sook Woo                                  | 15:44,848                                     | 18. September 2009                            | Haining – WM 2009                             |
| 15000 Meter                                   | Laura Lardani                                 | 23:47,549                                     | 19. September 2009                            | Haining – WM 2009                             |
| ehemalige internationale Wettkampfstrecken    |                                               |                                               |                                               |                                               |
| 1500 Meter                                    | Marisa Canafoglia A                           | 2:14,644                                      | 27. August 1987                               | Grenoble – WM 1987                            |
| 2000 Meter                                    | Nicola Malmstrom A                            | 3:02,025                                      | 28. August 1988                               | Inzell                                        |
| 3000 Meter                                    | Marisa Canafoglia                             | 4:38,464                                      | 29. August 1987                               | Grenoble – WM 1987                            |
| 5000 Meter                                    | Marisa Canafoglia                             | 7:48,508                                      | 30. August 1987                               | Grenoble – WM 1987                            |
| 20000 Meter                                   | Annie Lambrechts                              | 32:53,970                                     | 28. Juni 1985                                 | Löwen                                         |
| 30000 Meter                                   | Annie Lambrechts A                            | 49:15,906                                     | 28. Juni 1985                                 | Löwen                                         |
| 50000 Meter                                   | Annie Lambrechts A                            | 1:21,26,942                                   | 28. Juni 1985                                 | Löwen                                         |

### Straße
| Distanz                                       | Sportlerin                                    | Zeit                                          | Datum                                         | Ort                                           |
| aktuelle Strecken bei den Weltmeisterschaften | aktuelle Strecken bei den Weltmeisterschaften | aktuelle Strecken bei den Weltmeisterschaften | aktuelle Strecken bei den Weltmeisterschaften | aktuelle Strecken bei den Weltmeisterschaften |
| --------------------------------------------- | --------------------------------------------- | --------------------------------------------- | --------------------------------------------- | --------------------------------------------- |
| 200 Meter                                     | Jercy Puello                                  | 17,830                                        | 3. September 2011                             | Yeosu – WM 2011                               |
| 500 Meter                                     | Jennifer Caicedo                              | 43,478                                        | 7. September 2006                             | Anyang – WM 2006                              |
| 10000 Meter                                   | Silvina Posada                                | 15:25,164                                     | 6. September 2006                             | Anyang – WM 2006                              |
| 15000 Meter (aktuelle EM-Distanz)             | Sheila Herrero                                | 24:57,820                                     | 2. August 2000                                | Barrancabermeja – WM 2000                     |
| 20000 Meter                                   | Seul Lee                                      | 31:58,007                                     | 9. September 2008                             | Gijón – JunWM 2008                            |
| 42195 Meter Marathon                          | Alessandra Susmeli                            | 1:10:43,10                                    | 2. August 2003                                | Abano Terme – EM 2003                         |
| ehemalige internationale Wettkampfstrecken    |                                               |                                               |                                               |                                               |
| 300 Meter                                     | Andrea González                               | 26,791                                        | 26. Juli 1999                                 | Winnipeg                                      |
| 1000 Meter                                    | Marisa Canafoglia                             | 1:28,014                                      | 28. August 1987                               | Grenoble – WM 1987                            |
| 1500 Meter                                    | Marisa Canafoglia                             | 2:14,122                                      | 28. August 1987                               | Grenoble – WM 1987                            |
| 2000 Meter                                    | Luz Mery Tristan A                            | 3:07,040                                      | 12. November 1990                             | Bello – WM 1990                               |
| 3000 Meter                                    | Francesca Monteverde                          | 4:55,506                                      | 28. August 1987                               | Grenoble – WM 1987                            |
| 5000 Meter                                    | Simona Di Eugenio                             | 7:40,530                                      | 30. Juli 2003                                 | Padua – EM 2003                               |
| 21097,5 Meter Halbmarathon                    | Adelia Marra A                                | 35:02,930                                     | 28. August 1987                               | Pamplona                                      |
| 30000 Meter                                   | Marisa Canafoglia A                           | 52:38,640                                     | 28. August 1987                               | Grenoble – WM 1987                            |
| 50000 Meter                                   | Marisa Canafoglia A                           | 1:28:16,852                                   | 28. August 1987                               | Grenoble – WM 1987                            |

## Männer-Weltrekorde

### Bahn
| Distanz                                       | Sportler                                      | Zeit                                          | Datum                                         | Ort                                           |
| aktuelle Strecken bei den Weltmeisterschaften | aktuelle Strecken bei den Weltmeisterschaften | aktuelle Strecken bei den Weltmeisterschaften | aktuelle Strecken bei den Weltmeisterschaften | aktuelle Strecken bei den Weltmeisterschaften |
| --------------------------------------------- | --------------------------------------------- | --------------------------------------------- | --------------------------------------------- | --------------------------------------------- |
| 300 Meter                                     | Simon Albrecht                                | 23,003                                        | 28. Juli 2014                                 | Geisingen – EM 2014                           |
| 500 Meter                                     | Andres Muñoz                                  | 40,514                                        | 31. August 2011                               | Yeosu – WM 2011                               |
| 1000 Meter                                    | Scott Arlidge                                 | 1:21,872                                      | 1. September 2011                             | Yeosu – WM 2011                               |
| 10000 Meter                                   | Patxi Peula                                   | 14:34,018                                     | 31. August 2011                               | Yeosu – WM 2011                               |
| 15000 Meter                                   | Peter Michael                                 | 22:11,668                                     | 31. August 2011                               | Yeosu – WM 2011                               |
| ehemalige internationale Wettkampfstrecken    |                                               |                                               |                                               |                                               |
| 1500 Meter                                    | Giuseppe De Persio A                          | 2:07,770                                      | 1. August 1980                                | Finale Emilia                                 |
| 2000 Meter                                    | Roland Klöss A                                | 2:54,560                                      | 28. August 1988                               | Inzell                                        |
| 3000 Meter                                    | Giuseppe de Persio                            | 4:21,764                                      | 1. August 1980                                | Finale Emilia                                 |
| 5000 Meter                                    | Mirko Giupponi                                | 7:34,938                                      | 29. August 1987                               | Grenoble – WM 1987                            |
| 20000 Meter                                   | Paolo Bomben                                  | 30:52,792                                     | 29. August 1987                               | Grenoble – WM 1987                            |
| 30000 Meter                                   | Tomasso Rossi A                               | 47:42,820                                     | 29. August 1987                               | Grenoble – WM 1987                            |
| 50000 Meter                                   | Tomasso Rossi A                               | 1:20:17,736                                   | 29. August 1987                               | Grenoble – WM 1987                            |

### Straße
| Distanz                                       | Sportler                                      | Zeit                                          | Datum                                         | Ort                                           |
| aktuelle Strecken bei den Weltmeisterschaften | aktuelle Strecken bei den Weltmeisterschaften | aktuelle Strecken bei den Weltmeisterschaften | aktuelle Strecken bei den Weltmeisterschaften | aktuelle Strecken bei den Weltmeisterschaften |
| --------------------------------------------- | --------------------------------------------- | --------------------------------------------- | --------------------------------------------- | --------------------------------------------- |
| 200 Meter                                     | Ioseba Fernandez                              | 16,185                                        | 3. September 2011                             | Yeosu – WM 2011                               |
| 500 Meter                                     | Joey Mantia                                   | 38,660                                        | 7. September 2006                             | Anyang – WM 2006                              |
| 10000 Meter                                   | Joey Mantia                                   | 13:46,801                                     | 6. September 2006                             | Anyang – WM 2006                              |
| 20000 Meter                                   | Joey Mantia                                   | 28:56,189                                     | 23. September 2009                            | Haining – WM 2009                             |
| 42195 Meter Marathon                          | Bart Swings                                   | 0:56:480                                      | 26. September 2015                            | Berlin – Berlin-Marathon 2015                 |
| ehemalige internationale Wettkampfstrecken    |                                               |                                               |                                               |                                               |
| 300 Meter                                     | Gregorio Duggento                             | 23,680                                        | 2. August 2000                                | Barrancabermeja – WM 2000                     |
| 1000 Meter                                    | Ippolito Sanfratello                          | 1:17,757                                      | 17. Juni 1999                                 | Padua                                         |
| 1500 Meter                                    | Chad Hedrick                                  | 1:57,698                                      | 17. Juni 1999                                 | Padua                                         |
| 2000 Meter                                    | Derek Downing A                               | 2:40,658                                      | 17. Juni 1999                                 | Padua                                         |
| 3000 Meter                                    | Fabio Marangoni                               | 4:18,379                                      | 17. Juni 1999                                 | Padua                                         |
| 5000 Meter                                    | Arnaud Gicquel                                | 6:43,900                                      | 30. Juli 2003                                 | Padua – EM 2003                               |
| 15000 Meter                                   | Chad Hedrick                                  | 22:11,960                                     | 2. August 2000                                | Barrancabermeja – WM 2000                     |
| 30000 Meter                                   | Dino Grotti A                                 | 48:42,179                                     | 28. August 1987                               | Grenoble – WM 1987                            |
| 50000 Meter                                   | Mauro Lollobrigida A                          | 1:21:29,102                                   | 28. August 1987                               | Grenoble – WM 1987                            |
| 84390 Meter Doppelmarathon                    | Luca Presti A                                 | 2:14:37,000                                   | 3. November 1999                              | Santiago de Chile – WM 1999                   |